# آرثر فورد
آرثر فورد (بالإنجليزية: Arthur Ford)‏ (1 يناير 1911 في المملكة المتحدة - ) هو لاعب كرة قدم بريطاني في مركز الهجوم. لعب مع بورت فايل ونادي نورثامبتون تاون ووولفرهامبتون واندررز.

## وصلات خارجية
- آرثر فورد على موقع قاعدة بيانات كرة القدم.إي يو (الإنجليزية)